# Ordre de la Dynastie Chakri
L’ordre de la Dynastie Chakri (en thaï : เครื่องขัตติยราชอิสริยาภรณ์อันมีเกียรติคุณรุ่งเรืองยิ่งมหาจักรีบรมราชวงศ์ ; RTGS : Khrueang Khattiyaratcha-itsariyaphon An Mi Kiattikhun Rung-rueang Ying Maha Chakkri Borommaratchawong) est une décoration royale de Thaïlande.
Elle a été fondée en 1882 par le roi de siam Rama V, pour célébrer le centenaire de Bangkok. Cette décoration est décernée aux membres de la dynastie Chakri, aux chefs d’États étrangers et aux membres de familles royales étrangères.

## Insignes

### Médailles et colliers
| Pendentif de Chakri | Pendentif de Chula Chakri | Étoile de l'ordre | Insigne de secretaire (gauche), chancellier (centre), officier (droite) |
| ------------------- | ------------------------- | ----------------- | ----------------------------------------------------------------------- |
|                     |                           |                   |                                                                         |

### Grades
Le seul grade est chevalier.
Néanmoins, il existe trois autres grades d'officier, utilisés dans des cas particuliers
- Chancelier : détenu uniquement par Chao Phraya Phasakornwongse (Phon Bunnag), son insigne était un collier mais avec un pendentif différent.
- Secrétaire : détenu uniquement par SAS le prince Prapakorn Malakul, son insigne était le même que celui du chancelier mais avec du ruban.
- Officier : détenu uniquement par Phra Banroepakdi (Korn Kornsut), son insigne était un ruban avec pendentif décoré des armoiries.

## Lauréats

### Famille royale
| Nom                         | Statut                         | Date d'attribution |
| --------------------------- | ------------------------------ | ------------------ |
| Roi Vajiralongkorn (Rama X) | Souverain                      | 4 décembre 1965    |
| Reine Suthida               | Reine consort                  | 1er mai 2019       |
| Reine mère Sirikit          | Mère du roi Rama X             | 26 avril 1950      |
| Princesse Bajrakitiyabha    | Fille du roi Rama X            | 5 mai 2019         |
| Princesse Sirivannavari     | Fille du roi Rama X            | 5 mai 2019         |
| Prince Dipangkorn Rasmijoti | Fils du roi Rama X             | 5 mai 2019         |
| Princesse Sirindhorn        | Fille du roi Rama IX           | 14 décembre 1971   |
| Princesse Chulabhorn        | Fille du roi Rama IX           | 27 mai 1974        |
| Princesse Ubol Ratana       | Fille du roi Rama IX           | 6 décembre 1961    |
| Princesse Soamsawali        | Ancienne consort du roi Rama X | 3 janvier 1977     |

### Personnalités étrangères
| Nom                                                           | Pays                                 | Statut                               | Date d'attribution |
| ------------------------------------------------------------- | ------------------------------------ | ------------------------------------ | ------------------ |
| Victoria                                                      | Royaume-Uni                          | Reine du Royaume-Uni                 | 1887               |
| Guillaume Ier                                                 | Empire allemand                      | Empereur allemand                    | 1er septembre 1887 |
| Meiji                                                         | Empire du Japon                      | Empereur du Japon                    | 22 décembre 1887   |
| Oscar II                                                      | Suède                                | Roi de Suède                         | 29 octobre 1888    |
| François-Joseph Ier                                           | Autriche-Hongrie                     | Empereur d'Autriche                  | 4 janvier 1888     |
| Nicolas II (en tant que tsarévitch de Russie)                 | Empire russe                         | Tsar de Russie                       | 20 mars 1891       |
| Guillaume II                                                  | Empire allemand                      | Empereur allemand                    | 15 juillet 1891    |
| Alexandre III                                                 | Empire russe                         | Tsar de Russie                       | 15 juillet 1891    |
| Christian IX                                                  | Danemark                             | Roi du Danemark                      | 15 juillet 1891    |
| Humbert Ier                                                   | Royaume d'Italie                     | Roi d'Italie                         | 15 juillet 1891    |
| Abdul Hamid II                                                | Empire ottoman                       | Sultan de l'Empire ottoman           | 18 décembre 1892   |
| Prince Thomas de Savoie-Gênes                                 | Royaume d'Italie                     | Duc de Savoie                        | 14 mai 1897        |
| Prince Emmanuel-Philibert de Savoie                           | Royaume d'Italie                     | Duc de Savoie                        | 1er juin 1897      |
| Victor-Emmanuel III                                           | Royaume d'Italie                     | Roi de Italie                        | 1er juin 1897      |
| Marguerite de Savoie                                          | Royaume d'Italie                     | Reine d'Italie                       | 6 juin 1897        |
| Louis-Victor de Habsbourg-Lorraine                            | Autriche-Hongrie                     | Archiduc d'Autriche                  | 23 juin 1897       |
| Otto de Habsbourg-Lorraine                                    | Autriche-Hongrie                     | Archiduc d'Autriche                  | 23 juin 1897       |
| Eugène d'Autriche-Teschen                                     | Autriche-Hongrie                     | Archiduc d'Autriche                  | 23 juin 1897       |
| Michel Alexandrovitch de Russie                               | Empire russe                         | Grand-duc de Russie                  | 4 juillet 1897     |
| Serge Alexandrovitch de Russie                                | Empire russe                         | Grand-duc de Russie                  | 4 juillet 1897     |
| Alexis Alexandrovitch de Russie                               | Empire russe                         | Grand-duc de Russie                  | 4 juillet 1897     |
| Paul Alexandrovitch de Russie                                 | Empire russe                         | Grand-duc de Russie                  | 4 juillet 1897     |
| Alexandre Mikhaïlovitch de Russie                             | Empire russe                         | Grand-duc de Russie                  | 4 juillet 1897     |
| Michel Mikhaïlovitch de Russie                                | Empire russe                         | Grand-duc de Russie                  | 4 juillet 1897     |
| Gustave V (en tant que prince de Suède)                       | Suède                                | Roi de Suède                         | 13 juillet 1897    |
| Prince Charles de Suède                                       | Suède                                | Duc de Västergötland                 | 13 juillet 1897    |
| Prince Eugène de Suède                                        | Suède                                | Duc de Närke                         | 13 juillet 1897    |
| Prince Oscar de Suède                                         | Suède                                | Prince Bernadotte                    | 13 juillet 1897    |
| Frédéric VIII (en tant que prince du Danemark)                | Danemark                             | Roi du Danemark                      | 15 juillet 1897    |
| Christian X (en tant que prince du Danemark)                  | Danemark                             | Roi du Danemark                      | 15 juillet 1897    |
| Valdemar de Danemark                                          | Danemark                             | Prince de Danemark                   | 15 juillet 1897    |
| Roi Albert de Saxe                                            | Royaume de Saxe                      | Roi de Saxe                          | 24 août 1897       |
| Roi Georges Ier de Saxe (en tant que prince de Saxe)          | Royaume de Saxe                      | Roi de Saxe                          | 24 août 1897       |
| Roi Frédéric-Auguste III de Saxe (en tant que prince de Saxe) | Royaume de Saxe                      | Roi de Saxe                          | 24 août 1897       |
| Jean-Albert de Mecklembourg                                   | Grand-duché de Mecklembourg-Schwerin | Duc en Mecklembourg                  | 29 août 1897       |
| Wilhelmine                                                    | Pays-Bas                             | Reine des Pays-Bas                   | 7 septembre 1897   |
| Emma de Waldeck-Pyrmont                                       | Pays-Bas                             | Reine consort des Pays-Bas           | 7 septembre 1897   |
| Léopold II                                                    | Belgique                             | Roi des belges                       | 9 septembre 1897   |
| Félix Faure                                                   | France                               | Président de la République française | 15 septembre 1897  |
| Frédéric Ier de Bade                                          | Grand-duché de Bade                  | Grand-duc de Bade                    | 5 octobre 1897     |
| Alphonse XIII                                                 | Espagne                              | Roi d'Espagne                        | 18 octobre 1897    |
| Marie-Christine d'Autriche                                    | Espagne                              | Reine consort d'Espagne              | 18 octobre 1897    |
| Charles Ier                                                   | Royaume du Portugal                  | Roi de Portugal                      | 23 octobre 1897    |
| Prince Alphonse de Bragance                                   | Royaume du Portugal                  | Duc de Porto                         | 23 octobre 1897    |
| Prince Victor-Emmanuel de Savoie-Aoste                        | Royaume d'Italie                     | Comte de Turin                       | 10 décembre 1898   |
| Shōken                                                        | Empire du Japon                      | Impératrice du Japon                 | 12 octobre 1899    |
| Henri de Prusse                                               | Royaume de Prusse                    | Prince de Prusse                     | 24 décembre 1899   |
| Taishō (en tant que prince du Japon)                          | Empire du Japon                      | Empereur du Japon                    | 26 octobre 1899    |
| Frédéric-François IV de Mecklembourg-Schwerin                 | Grand-duché de Mecklembourg-Schwerin | Grand-duc de Mecklenburg             | 2 avril 1902       |
| Boris Vladimirovitch de Russie                                | Empire russe                         | Grand-duc de Russie                  | 22 mai 1902        |
| François-Ferdinand d'Autriche                                 | Autriche-Hongrie                     | Archiduc d'Autriche                  | 1er juin 1902      |
| Eitel-Frédéric de Prusse                                      | Royaume de Prusse                    | Prince de Prusse                     | 6 juin 1902        |
| Charles de Bourbon-Siciles                                    | Royaume des Deux-Siciles             | Prince de Bourbon-Siciles            | 8 juin 1902        |
| Émile Loubet                                                  | France                               | Président de la République française | 29 août 1902       |
| Constantin Constantinovitch de Russie                         | Empire russe                         | Grand-duc de Russie                  | 7 septembre 1902   |
| Prince Louis-Amédée de Savoie                                 | Royaume d'Italie                     | Duc des Abruzzes                     | 2 janvier 1904     |
| Adalbert de Prusse                                            | Royaume de Prusse                    | Prince de Prusse                     | 26 novembre 1904   |
| Georges de Bavière                                            | Royaume de Bavière                   | Prince de Bavière                    | 15 novembre 1906   |
| Armand Fallières                                              | France                               | Président de la République française | 20 juin 1907       |
| Gustave VI Adolphe (en tant que prince de Suède)              | Suède                                | Roi de Suède                         | 25 octobre 1911    |
| Frédéric IX (en tant que prince du Danemark)                  | Danemark                             | Roi du Danemark                      | 28 février 1917    |
| Raymond Poincaré                                              | France                               | Président de la République française | 1er août 1917      |
| Édouard VIII (en tant que prince de Galles)                   | Royaume-Uni                          | Roi du Royaume-Uni                   | 16 août 1917       |
| Shōwa (en tant que prince du Japon)                           | Japon                                | Empereur du Japon                    | 30 janvier 1925    |
| Gaston Doumergue                                              | France                               | Président de la République française | 30 janvier 1925    |
| Knud de Danemark                                              | Danemark                             | Prince du Danemark                   | 13 février 1929    |
| Léopold III                                                   | Belgique                             | Roi des belges                       | 16 février 1931    |
| Nagako                                                        | Japon                                | Impératrice du Japon                 | 8 avril 1931       |
| Humbert II (en tant que prince de Piémont)                    | Royaume d'Italie                     | Roi d'Italie                         | 26 mars 1933       |
| Albert Lebrun                                                 | France                               | Président de la République française | 19 avril 1934      |
| George VI                                                     | Royaume-Uni                          | Roi du Royaume-Uni                   | 2 février 1937     |
| Fouad Ier                                                     | Royaume d'Égypte                     | Roi d'Égypte                         | 1934               |
| Yasuhito Chichibu                                             | Japon                                | Prince du Japon                      | 28 juin 1939       |
| Henry de Gloucester                                           | Royaume-Uni                          | Duc de Gloucester                    | 17 juillet 1939    |
| Axel de Danemark                                              | Danemark                             | Prince du Danemark                   | 20 janvier 1949    |
| Norodom Sihanouk                                              | Cambodge                             | Roi du Cambodge                      | 15 décembre 1954   |
| Sisavang Vong                                                 | Royaume du Laos                      | Roi du Laos                          | 1955               |
| Dwight D. Eisenhower                                          | États-Unis                           | Président des États-Unis             | 28 juin 1960       |
| Élisabeth II                                                  | Royaume-Uni                          | Reine du Royaume-Uni                 | 19 juillet 1960    |
| Ingrid                                                        | Danemark                             | Reine du Danemark                    | 6 septembre 1960   |
| Margrethe II (en tant que princesse de Danemark)              | Danemark                             | Reine du Danemark                    | 6 septembre 1960   |
| Olav V                                                        | Norvège                              | Roi de Norvège                       | 19 septembre 1960  |
| Harald V (en tant que prince de Norvège)                      | Norvège                              | Roi de Norvège                       | 19 septembre 1960  |
| Louise Mountbatten                                            | Suède                                | Reine consort de Suède               | 21 septembre 1960  |
| Prince Bertil de Suède                                        | Suède                                | Duc de Halland                       | 21 septembre 1960  |
| Baudouin                                                      | Belgique                             | Roi des Belges                       | 4 octobre 1960     |
| Fabiola de Mora y Aragón                                      | Belgique                             | Reine des Belges                     | 1960               |
| Charles de Gaulle                                             | France                               | Président de la République française | 11 octobre 1960    |
| Charlotte                                                     | Luxembourg                           | Grande-duchesse du Luxembourg        | 17 octobre 1965    |
| Félix de Bourbon-Parme                                        | Luxembourg                           | Prince consort du Luxembourg         | 17 octobre 1960    |
| Jean (en tant que grand-duc héritier)                         | Luxembourg                           | Grand-duc de Luxembourg              | 17 octobre 1960    |
| Juliana                                                       | Pays-Bas                             | Reine des Pays-Bas                   | 24 octobre 1960    |
| Bernhard de Lippe-Biesterfeld                                 | Pays-Bas                             | Prince consort des Pays-Bas          | 24 octobre 1960    |
| Beatrix (en tant que princesse Beatrix)                       | Pays-Bas                             | Reine des Pays-Bas                   | 24 octobre 1960    |
| Frederika de Hanovre                                          | Grèce                                | Reine des Hellènes                   | 14 février 1963    |
| Akihito (en tant que prince de Japon)                         | Japon                                | Impératrice du Japon                 | 27 mai 1963        |
| Michiko (en tant que princesse héritière du Japon)            | Japon                                | Impératrice du Japon                 | 1963               |
| Farah                                                         | Iran                                 | Impératrice consort d'Iran           | 22 janvier 1968    |
| Juan Carlos Ier                                               | Espagne                              | Roi d'Espagne                        | 22 février 2006    |
| Sophie de Grèce                                               | Espagne                              | Reine consort d'Espagne              | 22 février 2006    |
| Abdul Halim Muadzam Shah                                      | Malaisie                             | Yang di-Pertuan Agong                | 30 janvier 2013    |